# 陈氏拟尾孢虫
陈氏拟尾孢虫（学名：Myxobilatus cheni）为拟尾孢科拟尾孢虫属的动物。在中国，分布于四川等，营寄生生活，寄生在重口裂腹鱼的膀胱。